# Nordheim (Texas)
Nordheim é uma cidade localizada no estado norte-americano do Texas, no Condado de DeWitt.

## Demografia
Segundo o censo norte-americano de 2000, a sua população era de 323 habitantes.
Em 2006, foi estimada uma população de 327, um aumento de 4 (1.2%).

## Geografia
De acordo com o United States Census Bureau tem uma área de
1,2 km², dos quais 1,2 km² cobertos por terra e 0,0 km² cobertos por água.

## Localidades na vizinhança
O diagrama seguinte representa as localidades num raio de 36 km ao redor de Nordheim.